# Lipa (moneta)
Lipa (in croato tiglio) era una frazione della kuna croata: una kuna era suddivisa in 100 lipe. L'ultima serie in circolazione presentava sul dritto il valore nominale su uno sfondo di foglie e fiori di tiglio, mentre sul rovescio erano rappresentate varie piante.
| Immagine | Valore  | Pianta                       |
| -------- | ------- | ---------------------------- |
|          | 1 lipa  | Mais (Zea mays)              |
|          | 2 lipe  | Vite (Vitis vinifera)        |
|          | 5 lipa  | Quercia (Quercus robur)      |
|          | 10 lipa | Tabacco (Nicotiana tabacum)  |
|          | 20 lipa | Ulivo (Olea europaea)        |
|          | 50 lipa | Degenia (Degenia velebitica) |